# Law and Order Party of Rhode Island
Law and Order Party of Rhode Island var ett politiskt parti i den amerikanska delstaten Rhode Island som kom till stånd som en reaktion mot ett väpnat uppror som Thomas Wilson Dorr ledde 1841-1842 i delstaten.
Två av guvernörerna i Rhode Island representerade partiet: James Fenner 1843-1845 och Byron Diman 1846-1847. John Brown Francis representerade partiet i USA:s senat 1844-1845.
Law and Order kom till stånd som en koalition av whigs och rurala demokrater. De motsatte sig Dorr och hans försök att utvidga rösträtten.